# Gastrocnemius

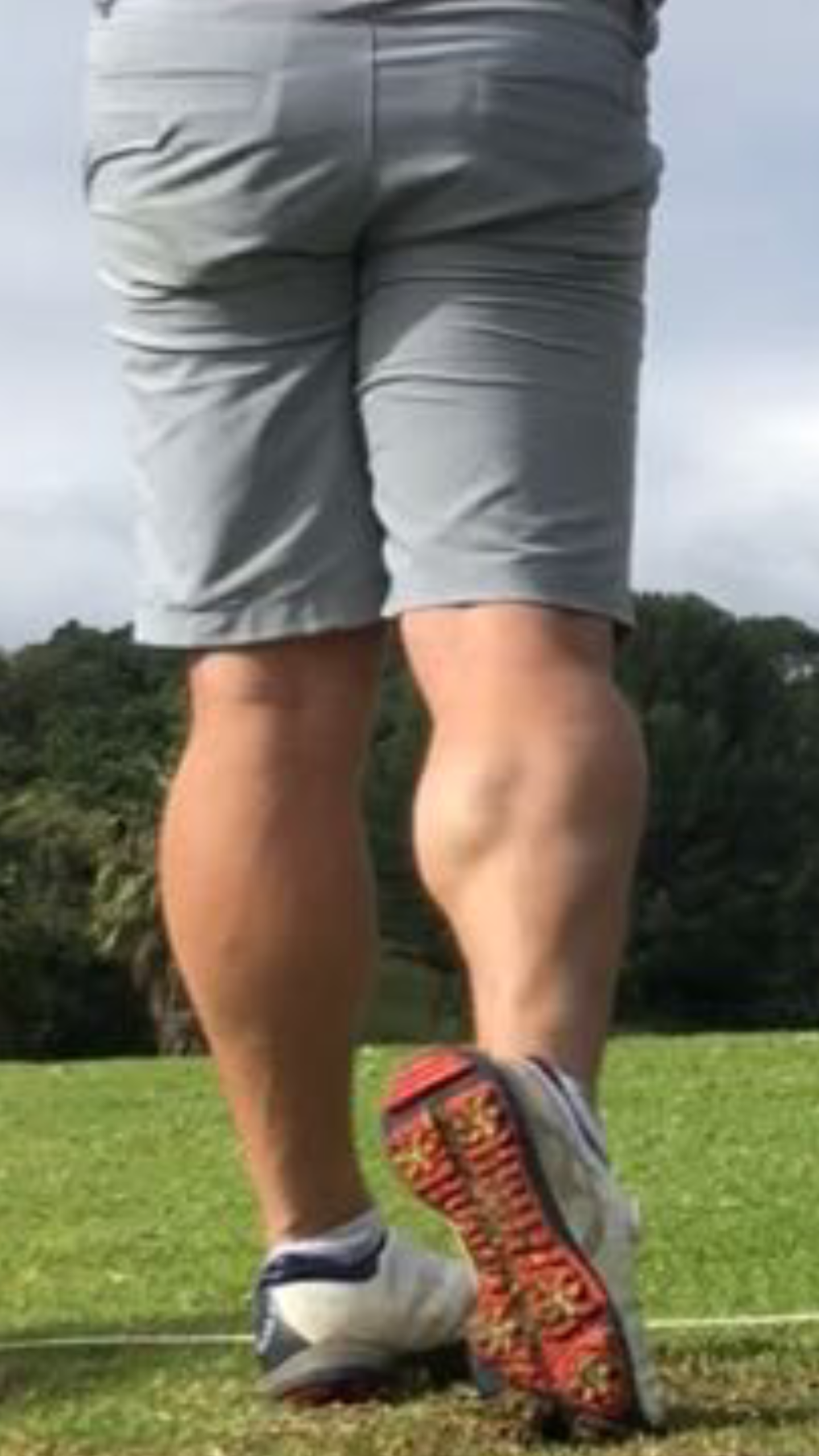
Gastrocnemius

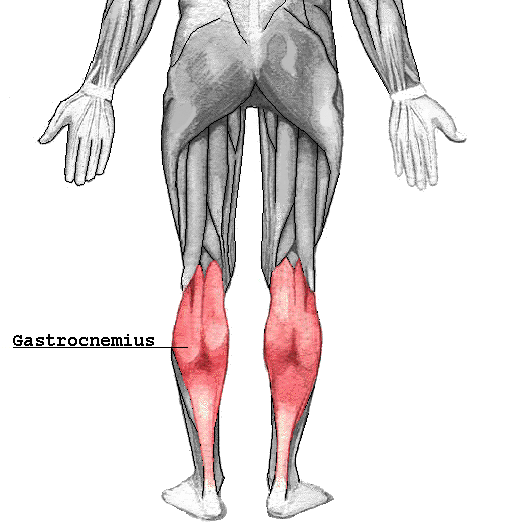
Gastrocnemius

Gastrocnemius eller yttre vadmuskeln är en muskel som sitter på underbenets baksida. Dess infästningar är dels i hälen på foten, men infäster även i lårbenets båda sidor, strax ovanför knät. Den inre vadmuskeln heter soleus, och fäster in i smalbenet i stället för lårbenet, vilket gör denna muskel till en synergist till gastrocnemius. Dessa muskler tar hand om vristens vridning uppåt, och är en relativt uthållig muskel som alla människor använder då de går och står.
Antagonist till denna muskel är tibialis anterior.
Att ha vältränade vadmuskler inom idrotten är bra om man utövar exempelvis längdhopp, höjdhopp och basketboll. Alla sporter som kräver snabba och höga hopp ingår i denna grupp.

## Styrketräning
Att isolera denna muskel är omöjligt, utan man brukar nöja sig med att träna både gastrocnemius och soleus när man ändå håller på. Stående vadpress är den vanligaste övningen och brukar vanligtvis utföras i en träningsmaskin.